# ريان الفورجي
ريان الفورجي (مواليد 25 مايو 2003 بمدينة الرياض) هو لاعب كرة قدم تونسي من مواليد السعودية يلعب في نادي سترة البحريني.

## مسيرة اللاعب
لعب في الفئات السنية في نادي الشباب و انظم إلى رديف نادي خورفكان الإماراتي مطلع عام 2023 و انظم إلى نادي التعاون السعودي مطلع عام 2024 ووقع مع نادي المزاحمية في صيف عام 2024 و وقع مع نادي سترة البحريني مطلع عام 2025.